# چالز دلپورت (شمشیرباز)
چالز دلپورت (انگلیسی: Charles Delporte; ۱۱ مارس ۱۸۹۳ – ۱۹۶۰) شمشیرباز اهل بلژیک بود.
از افتخارات وی می‌توان به کسب مدال طلا اپه انفرادی در بازی‌های المپیک تابستانی ۱۹۲۴ اشاره کرد.